# Fabienne Bugnon
Pour les articles homonymes, voir Bugnon.
Fabienne Bugnon, née le 11 février 1959 à Genève (originaire de Meyrin), est une femme politique suisse membre des Verts. Elle a été membre du Grand Conseil du canton de Genève et du Conseil national.

## Biographie
Fabienne Bugnon naît le 11 février 1959 à Genève. Elle est originaire de Meyrin.
Elle quitte le collège un an avant la maturité et suit l'École d'études sociales à Lausanne, où elle obtient un diplôme d'éducatrice en 1977.
Elle travaille d'abord dans le domaine parascolaire, puis comme éducatrice à la commune de Meyrin de 1989 à 1991 et à Confignon de 1992 à 1994. Elle fonde en 1996, avec le soutien de la ville de Genève, une institution destinée à la petite enfance, la crèche de la Madeleine des Enfants, qui compte plus de trente employés à la fin 2002. Elle dirige la structure pendant sept ans.
Elle est directrice du Service pour la promotion de l'égalité entre hommes et femmes du canton de Genève à partir de 2003, sur désignation de Micheline Calmy-Rey. Elle est au centre d'une polémique sur sa gestion du service en 2005,,.
Elle est ensuite directrice de l'Office des droits humains du canton de Genève de sa création en 2008 par Laurent Moutinot jusqu'à sa dissolution en 2012 par Pierre Maudet. Elle est ensuite mandatée pour mettre en place un organe de médiation cantonal prévu par la nouvelle Constitution genevoise et devient secrétaire générale adjointe du Département de la sécurité et de l'économie. En 2016, elle devient la médiatrice principale de l'Organe de médiation de la police.
Mère de trois enfants, elle est en couple avec Christian Ferrazino, ancien maire de Genève.

## Parcours politique

### Fonctions
Fabienne Bugnon rejoint les Verts en 1985. La même année, elle se présente pour la première fois au Grand Conseil du canton de Genève. Elle n'est pas élue, mais le rejoint en janvier 1989, avant d'être confirmée lors des élections organisées la même année,. Elle reste membre du Grand Conseil jusqu'en 2001.
Elle rejoint le Conseil national le 19 septembre 1994 en remplacement de Laurent Rebeaud. Elle le quitte après les élections fédérales de 1995, lorsque les Verts ne parviennent pas à défendre leur seul siège à Genève.
Elle renonce à se présenter au Conseil d'État en 1997 pour raisons familiales. En 2005, elle n'est pas retenue par son parti pour l'élection à l'exécutif cantonal, qui lui préfère David Hiler.
Elle préside les Verts genevois de l'été 1999 à fin 2001.  

### Positionnement politique
Elle s'est battue contre l'énergie nucléaire et a milité pour le droit d'asile, la solidarité avec le tiers monde et les droits de l'homme.
Sur le plan cantonal, elle s'est notamment distinguée par son travail pour l'assurance-maternité genevoise, acceptée à l'unanimité par le Grand Conseil en décembre 2000, quatre ans et demi avant son introduction au niveau suisse.